# Les Bijoutiers du clair de lune
Les Bijoutiers du clair de lune é um filme franco-italiano de 1958, dos gêneros drama, policial, suspense e romance , dirigido por Roger Vadim, roteirizado pelo diretor e Jacques Rémy, baseado no livro de Albert Vidalie e protagonizado por Brigitte Bardot.

## Sinopse
No meio rural da Espanha, Brigitte Bardot interpreta Ursula, uma jovem que acaba de sair do convento para morar com sua tia Florentine e seu rude e violento marido, o conde Ribera, que por algum motivo desconhecido quer ver morto um jovem da região, Lamberto, e por quem Ursula se apaixona. Em um confronto, Lamberto mata Ribera em auto-defesa. Ursula descobre pouco depois o motivo da briga foi um romance proibido entre ele e sua tia. Mas, ao saber que Lamberto não tem intenção de ficar ao seu lado, Florentine não sustenta seu álibi junto à polícia, forçando-o a fugir. Ursula, sempre impulsiva, vai a seu encontro e os dois procuram juntos uma forma de deixar o país.

## Elenco
- Brigitte Bardot .... Ursula
- Stephen Boyd .... Lamberto
- Alida Valli .... Florentine
- José Nieto .... conde Miguel de Ribera
- Fernando Rey .... tio
- Maruchi Fresno .... Conchita
- Adriano Domínguez .... Fernando
- José Marco Davó .... chefe de polícia
- Mario Moreno .... Alfonso